# Édouard Devernay
Pour l’article homonyme, voir Devernay.
Édouard Devernay, né le 8 novembre 1889 à Roubaix et mort le 5 juillet 1952 à Trouville-sur-Mer, est un musicien français, compositeur et organiste titulaire des Grandes Orgues de l'église de Notre-Dame-des-Victoires de Trouville.

## Biographie
Édouard Devernay commence ses études musicales au Conservatoire de Roubaix où il obtient les premiers prix de solfège, de piano, d'harmonie et de contrepoint dans la classe de Julien Koszul. Il intègre ensuite la classe d'orgue du Conservatoire de Bruxelles .
En 1912, la ville de Trouville ouvre un concours de recrutement pour la tribune de Notre-Dame des Victoires qu'il remporte. Il vient alors s'établir en Normandie.
Blessé à Verdun, il compose sa première symphonie pour orgue : Marche pour la Victoire lors de sa convalescence.

En 1931, il obtient le premier prix de composition du concours de la SACEM pour un drame lyrique Au temps du bon Roy Henri.
Il meurt le 5 juillet 1952 à Trouville.
Il était l'oncle de Yves Devernay.

## Compositions
- Pièces d'orgue
  - 2 Symphonies
  - 1 suite
  - pièces diverses
- Pièces pour piano
  - Cloches d'octobre
  - Cortège rustique des Moissonneurs
- Œuvres vocales
  - Messe à 4 voix
  - Trois poèmes de Baudelaire: Recueillement, Paysage, Brume et Pluie
  - Mélodies sur des vers d'Albert Samain, Paul Verlaine, Théophile Gautier, Victor Hugo
- Opérettes:
  - Monette et ses cousins, opérette en 3 actes sur un livret d'Yvandré
  - le Soleil de Bali
- Lyrique:
  - Au temps du bon Roy Henri, drame lyrique en 1 acte

## Discographie
- Yves Devernay aux grandes orgues de la Cathédrale Notre-Dame de Paris - CD Mitra Digital Réf.: 16 214: Miracle de la Tempête (Édouard Devernay)
- Édouard et Yves Devernay à Trouville - CD Phyllomène Réf. : 2010091507/1 - Nicole et Mathilde Marodon Cavaillé-Coll, Jacques Vandeville (orgue, chant, hautbois)